# Данило Попивода
Данило Попивода (сербохорв. Danilo Popivoda, 1 травня 1947, Ловченаць — 9 вересня 2021) — югославський футболіст, що грав на позиції нападника.
Виступав за «Олімпію» (Любляна) та «Айнтрахт» (Брауншвейг), а також національну збірну Югославії, у складі якої був учасником чемпіонату світу та Європи.

## Клубна кар'єра
У дорослому футболі дебютував 1965 року виступами за команду «Олімпія» (Любляна), в якій провів десять сезонів, взявши участь у 226 матчах чемпіонату та забивши 58 голів. Більшість часу, проведеного у складі люблянської «Олімпії», був основним гравцем атакувальної ланки команди і у сезоні 1973/74 з 17 голами став найкращим бомбардиром чемпіонату Югославії.
Протягом 1975—1981 років захищав кольори західнонімецького клубу «Айнтрахт» (Брауншвейг), де провів 126 матчів Бундесліги і 3 матчі 2-ї Бундесліги та забив 30 голів.
1981 року Попивода повернувся до рідної «Олімпії», в якій і завершив кар'єру наступного року.

## Виступи за збірну
Попивода зіграв 3 матчі за молодіжну збірну Югославії в яких забив 1 гол і 10 матчів за юнацьку збірну Югославії, в яких забив 7 голів
14 червня 1972 року дебютував в офіційних іграх у складі національної збірної Югославії в матчі Кубка незалежності Бразилії проти збірної Венесуели, що завершився з рахунком 10:0, причому Попивода забив п'ятий гол своєї збірної. Надалі Данило зіграв ще у чотирьох іграх турніру і посів з командою 3 місце.
У складі збірної був учасником чемпіонату світу 1974 року у ФРН, де був запасним гравцем, зігравши лише в одній грі проти господарів турніру (0:2). Натомість за два роки на домашньому чемпіонаті Європи 1976 року Попивода був основним гравцем і зіграв в обох іграх турніру, але югослави обидві гри програли і посіли останнє 4-те місце.
Свій останній виступ за збірну Попивода провів у відбірковому турнірі до чемпіонату світу 1978 року проти збірної Іспанії 30 листопада 1977 року, той матч завершився поразкою югославів з рахунком 0:1. Загалом протягом кар'єри у національній команді, яка тривала 6 років, провів у її формі 20 матчів, забивши 5 голів.

## Тренерська кар'єра
На чемпіонаті Європи 2000 року та чемпіонаті світу 2002 року він був помічником тренера збірної Словенії Сречко Катанця. При цьому у матчі проти Парагваю саме Попивода керував збірною Словенії з тренерської лави замість дискваліфікованого Катанця, але словенці програли 1:3 і посіли останнє місце у групі.

## Досягнення

### Командний
«Олімпія» (Любляна)
- Фіналіст Кубка Югославії: 1970

 «Айнтрахт» (Брауншвейг)
- Бронзовий призер чемпіонату ФРН: 1976/77

### Особистий
- Найкращий бомбардир чемпіонату Югославії: 1974 (17 голів)